# آگونیست هورمون آزادکننده گنادوتروپین
آگونیست هورمون آزادکننده گنادوتروپین (به انگلیسی: Gonadotropin-releasing hormone agonist) (آگونیست GnRH) نوعی داروی تجویزی است که بر گنادوتروپین‌ها و هورمون‌های جنسی تأثیر می‌گذارد. این داروها برای موارد مختلفی از جمله در پزشکی باروری و کاهش سطح هورمون‌های جنسی در درمان سرطان‌های حساس به هورمون مانند سرطان پروستات، سرطان سینه، برخی از اختلالات زنانه مانند پریودهای سنگین و آندومتریوز، سطوح بالای تستوسترون، بلوغ زودرس در کودکان، به عنوان بخشی از هورمون‌درمانی افراد ترنس، و به تعویق انداختن بلوغ در جوانان ترنس استفاده می‌شوند. آگونیست‌های GnRH به صورت تزریق در چربی، به عنوان ایمپلنت در چربی و به عنوان افشانه بینی تجویز می‌شوند.
عوارض جانبی آگونیست‌های GnRH مربوط به کمبود هورمون جنسی است و شامل علائم سطوح پایین تستوسترون و سطوح پایین استروژن مانند گرگرفتگی، اختلال عملکرد جنسی، آتروفی واژن، آتروفی آلت نری، پوکی استخوان، ناباروری، و کاهش ویژگی‌های فیزیکی خاص جنسی است. این داروها آگونیست‌های گیرنده GnRH هستند و با افزایش یا کاهش ترشح گنادوتروپین‌ها و تولید هورمون‌های جنسی توسط غدد جنسی کار می‌کنند. هنگامی که برای سرکوب ترشح گنادوتروپین استفاده می‌شود، آگونیست‌های GnRH می‌توانند سطح هورمون‌های جنسی را تا ۹۵٪ در هر دو جنس کاهش دهند.
GnRH در سال ۱۹۷۱ کشف شد و آنالوگ‌های GnRH برای استفاده پزشکی در دهه ۱۹۸۰ معرفی شدند. اسامی غیر اختصاصی این داروها معمولاً به -relin ختم می‌شود. شناخته‌شده‌ترین و پرمصرف‌ترین آنالوگ‌های GnRH لوپرورلین (با نام تجاری Lupron) و تریپتورلین (با نام تجاری Decapeptyl) هستند. آنالوگ‌های GnRH به عنوان داروهای ژنریک در دسترس هستند. با این وجود، این داروها همچنان بسیار گران هستند.

## شیمی
آگونیست‌های GnRH به‌طور مصنوعی از دکاپپتید GnRH طبیعی با تغییرات خاص، معمولاً جانشینی‌های دوگانه یا یگانه و معمولاً در موقعیت ۶ (جایگزینی آمینو اسید)، ۹ (آلکیلاسیون) و ۱۰ (حذف) تولید می‌شوند. این جانشینی‌ها از تخریب سریع جلوگیری می‌کنند. آگونیست‌ها با دو جانشینی عبارتند از: لوپرورلین، بوسرلین، هیسترلین، گوسرلین و دسلورلین. عوامل نافارلین و تریپتورلین آگونیست‌هایی با جانشینی‌های منفرد در موقعیت ۶ هستند.

بوسرلین
Deslorelin
Fertirelin
گنادورلین (GnRH)
Goserelin
Histrelin
لوپرورلین
Nafarelin
تریپتورلین

## مصارف دامپزشکی
از آنالوگ‌های GnRH در دامپزشکی نیز استفاده می‌شود. موارد استفاده عبارتند از:
- سرکوب موقت باروری در سگ‌های ماده
- القای تخمک‌گذاری در مادیان

## همچنین ببینید
- هورمون آزاد کننده گنادوتروپین